# Christa Luding-Rothenburger
Christa Luding-Rothenburger (nacida como Christa Rothenburger, Weißwasser, 4 de diciembre de 1959) es una deportista alemana que compitió para la RDA en patinaje de velocidad y ciclismo en pista. En los dos deportes se especializó en las pruebas de velocidad.
Participó en cinco Juegos Olímpicos, entre los años 1980 y 1992, obteniendo en total cinco medallas, cuatro en patinaje: oro en Sarajevo 1984, oro y plata en Calgary 1988 y bronce en Albertville 1992, y una en ciclismo en pista: bronce en Seúl 1988.
Ganó ocho medallas en el Campeonato Mundial de Patinaje de Velocidad en Distancia Corta entre los años 1979 y 1992.
En ciclismo obtuvo dos medallas en el Campeonato Mundial de Ciclismo en Pista, oro en 1986 y plata en 1987.

## Medallero internacional
| Representando a la RDA                |                             |                   |                       |
| Juegos Olímpicos                      |                             |                   |                       |
| Año                                   | Lugar                       | Medalla           | Competición           |
| 1984                                  | Sarajevo (Yugoslavia)       | Medalla de oro    | 500 m                 |
| 1988                                  | Calgary (Canadá)            | Medalla de oro    | 1000 m                |
| 1988                                  | Calgary (Canadá)            | Medalla de plata  | 500 m                 |
| Campeonato Mundial en Distancia Corta |                             |                   |                       |
| Año                                   | Lugar                       | Medalla           | Competición           |
| 1979                                  | Inzell (RFA)                | Medalla de bronce | Clasificación general |
| 1983                                  | Helsinki (Finlandia)        | Medalla de bronce | Clasificación general |
| 1985                                  | Heerenveen (Países Bajos)   | Medalla de oro    | Clasificación general |
| 1986                                  | Karuizawa (Japón)           | Medalla de plata  | Clasificación general |
| 1987                                  | Sainte-Foy (Canadá)         | Medalla de bronce | Clasificación general |
| 1988                                  | West Allis (Estados Unidos) | Medalla de oro    | Clasificación general |
| 1989                                  | Heerenveen (Países Bajos)   | Medalla de plata  | Clasificación general |
| Representando a Alemania              |                             |                   |                       |
| Juegos Olímpicos                      |                             |                   |                       |
| Año                                   | Lugar                       | Medalla           | Competición           |
| 1992                                  | Albertville (Francia)       | Medalla de bronce | 500 m                 |
| Campeonato Mundial en Distancia Corta |                             |                   |                       |
| Año                                   | Lugar                       | Medalla           | Competición           |
| 1992                                  | Oslo (Noruega)              | Medalla de bronce | Clasificación general |

| Representando a la RDA |                                   |                  |                      |
| Juegos Olímpicos       |                                   |                  |                      |
| Año                    | Lugar                             | Medalla          | Competición          |
| 1988                   | Seúl (Corea del Sur)              | Medalla de plata | Velocidad individual |
| Campeonato Mundial     |                                   |                  |                      |
| Año                    | Lugar                             | Medalla          | Competición          |
| 1986                   | Colorado Springs (Estados Unidos) | Medalla de oro   | Velocidad individual |
| 1987                   | Viena (Austria)                   | Medalla de plata | Velocidad individual |